# 梅奥洛
梅奥洛（義大利語：Meolo），是意大利威尼托大区威尼斯省的一个市镇。总面积26.61平方公里，人口6476人，人口密度243.4人/平方公里（2009年）。国家统计（ISTAT）代码为027022。